# Даніель Браут
Да́ніель Бра́ут (норв. Daniel Braut; нар. 1 травня 2005) — норвезький футболіст, нападник клубу «Тромсе».

## Клубна кар'єра

### «Саннес Ульф»
Виступав за юнацьку команду «Ганддал», а 2019 року приєднався до академії «Саннес Ульфа». 21 лютого 2022 року підписав з клубом свій перший професіональний контракт.
19 квітня 2022 року дебютував в основному складі «Саннес Ульфа» в матчі Першого дивізіону проти «Конгсвінгера». 25 липня в поєдинку проти «Осане» забив свій перший гол у професіональній кар'єрі.
15 вересня 2023 року продовжив контракт з клубом до 2025 року.

#### Оренда в «Тромсе»
12 березня 2025 року на правах оренди перейшов в «Тромсе» з опцією подальшого викупу. 30 березня дебютував за нову команду в матчі Елітесеріен проти «Геугесунна», вийшовши на заміну Вегарду Ерліену. 13 квітня 2025 року в поєдинку Кубка Норвегії проти «Гамни» забив свої перші голи за «Тромсе», оформивши пента-трик. 5 липня 2025 року в матчі проти «Молде» вперше відзначився м'ячем в Елітесеріен, принісши перемогу своїй команді (1-0).

### «Тромсе»
В червні 2025 року «Тромсе» активував опцію викупу, підписавши трирічний контракт з гравцем.

## Кар'єра в збірній
Виступав за збірні Норвегії до 19 і до 20 років. В липні 2024 року виступав за збірну до 19 років на юнацькому чемпіонаті Європи 2024 в Північній Ірландії. На турнірі провів 4 матчі, відзначившись голом проти збірної Італії та дублем проти збірної Північної Ірландії. У підсумку з трьома м'ячами став найкращим бомбардиром чемпіонату.

## Статистика виступів
Станом на 27 липня 2025
| Клуб              | Сезон             | Чемпіонат         | Чемпіонат | Чемпіонат | Кубок | Кубок | Єврокубки | Єврокубки | Інші  | Інші | Всього | Всього | Всього |
| Клуб              | Сезон             | Дивізіон          | Матчі     | Голи      | Матчі | Голи  | Матчі     | Голи      | Матчі | Голи | Матчі  | Голи   |        |
| ----------------- | ----------------- | ----------------- | --------- | --------- | ----- | ----- | --------- | --------- | ----- | ---- | ------ | ------ | ------ |
| Саннес Ульф       | 2022              | Перший дивізіон   | 3         | 1         | 1     | 0     | —         | —         | —     | —    | 4      | 1      |        |
| Саннес Ульф       | 2023              | Перший дивізіон   | 14        | 0         | 1     | 0     | —         | —         | —     | —    | 15     | 0      |        |
| Саннес Ульф       | 2024              | Перший дивізіон   | 25        | 5         | 6     | 1     | —         | —         | —     | —    | 31     | 6      |        |
| Саннес Ульф       | Всього            | Всього            | 42        | 6         | 1     | 0     | 0         | 0         | 0     | 0    | 50     | 7      |        |
| → Тромсе          | 2025              | Елітесеріен       | 14        | 2         | 3     | 5     | —         | —         | —     | —    | 17     | 7      |        |
| Всього за кар'єру | Всього за кар'єру | Всього за кар'єру | 56        | 8         | 11    | 6     | 0         | 0         | 0     | 0    | 67     | 14     |        |

## Досягнення
Особисті
- Найкращий бомбардир юнацького чемпіонату Європи (до 19 років): 2024[21]